# بیرامپور
بیرامپور (به لاتین: Birampur) یک منطقهٔ مسکونی در بنگلادش است که در ناحیه دیناج‌پور واقع شده‌است. بیرامپور ۲۱۱٫۸۱ کیلومتر مربع مساحت و ۱۳۴٬۷۷۸ نفر جمعیت دارد.